# Coahoma (Teksas)
Coahoma je gradić u američkoj saveznoj državi Teksas. Prema popisu stanovništva iz 2010. u njemu je živjelo 817 stanovnika.